# Талимарджанское водохранилище
Талимарджа́нское водохрани́лище (узб. Таллимаржон сув омбори, Tallimarjon suv ombori) — искусственный водоём в Нишанском районе Кашкадарьинской области Узбекистана.

## Описание
Талимарджанское водохранилище располагается неподалёку от города Талимарджан и от туркмено-узбекской границы, на высоте 391 м над уровнем моря. Равнина, на которой расположен водоём, является водоразделом между Амударьёй и Кашкадарьёй. Водохранилище заполнено водой из Каршинского магистрального канала.
Строительство гидротехнических сооружений проходило с 1965 по 1973 годы. В 1977 году водохранилище было частично заполнено, а в 1985 году введено в эксплуатацию полностью.
Площадь водного зеркала составляет 77,4 км². Длина водоёма составляет 14 км, ширина — 5,5 км. Длина береговой линии — 36 км. Средняя глубина — 19,8 м. Полный объём воды — 1,53 млрд м³, полезный — 1,4 млрд м³.
В состав комплекса гидротехнических сооружений входят две земляные плотины, насосная станция, водозаборный и выпускной канал, дренажная система и насосная станция.
Наполнение водохранилища производится осенью. Вода подаётся на высоту 26,6 м с помощью электронасосов. Во время поливного сезона вода из водохранилища подаётся через водоотвод обратно в Каршинский магистральный канал. Расход воды составляет 360 м/с³.
Водохранилище также обслуживает Талимарджанскую ТЭС, с которой соединяется посредством двух ниток водовода протяжённостью 18 км и диаметром 800—1020 мм.